# Gärunterbrechung
Als Gärunterbrechung bezeichnet man in der Lebensmitteltechnologie die Temperatursteuerung zur Verminderung bzw. Einstellung der Gärtätigkeit von Hefezellen sowie die Reduzierung bzw. Einstellung der Enzymtätigkeit. Dieses Verfahren dient entweder der vorübergehenden Haltbarmachung von Teigen in der Bäckerei oder der Steuerung der Aromabildung von Weinen.

## Gärunterbrechung bei der Gebäckherstellung
In der Bäckerei unterscheidet man zwischen
- einer Gärverzögerung (Kühlung von Hefeteigstücken (Teiglingen) auf +5 bis −5 °C über einen kürzeren Zeitraum (bis 24 Stunden))
- einer Gärunterbrechung (Kühlung von Teiglingen auf −18 °C für bis zu drei Tage)[1]

Die Gärunterbrechung wurde entwickelt, um zeitliche Produktionsspitzen in Bäckereien abzuflachen bzw. sie zeitlich oder räumlich zu verlagern. Daraus resultiert eine flexiblere Produktion, die es ermöglicht, Wochenenden und Feiertage zu überbrücken. Die Herstellung der Teiglinge kann daher unabhängig von den Backzeiten im Betrieb erfolgen.
Unter Fachleuten gilt die Gärunterbrechung aber inzwischen mitunter schon als ein Qualitätsmerkmal. Die über eine lange Zeit, bei kontrolliert niedrigen Temperaturen geführten Hefeteige sind – durch enzymatische Prozesse – solchen Teigen mit kurzer und warmer Teigführung meist deutlich überlegen. Vergleichbare geschmackliche Qualitäten erzielt man ansonsten nur über lange Vorteigführungen.
Wenn man Teiglinge einfriert, ist die Temperatur beim Einfrieren von besonderer Bedeutung. Wird der Teigling zu langsam gekühlt, bilden sich große Eiskristalle, die die Hefezellen schädigen. Durch ein schnelles Herunterkühlen, das sogenannte Schockfrosten, wird die Entstehung großer Eiskristalle vermieden.

## Gärunterbrechung bei der Weinherstellung
Den Begriff der Gärunterbrechung gibt es auch bei der Herstellung von Wein, indem
- der gärende Traubenmost so weit abgekühlt wird, dass die Hefepilze ihren Stoffwechsel minimalisieren;
- hoch dosierter Alkohol zugegeben wird. Dieser Prozess wird Aufspritung genannt;
- die gärende Hefe komplett herausgefiltert und der nicht durchvergorene Wein anschließend in ein steriles Behältnis abgefüllt wird.

Bei der Gärunterbrechung von Wein geht es vor allem um das gezielte Erhalten von Restsüße.